# Антер
 Тази статия е за римския епископ.  За древногръцкия бог вижте Антерос.  
Папа свети Антер е папа от 21 ноември 235 г. до 3 януари 236 г., наследявайки папа Понтиан, който е депортиран от Рим заедно с антипапата Иполит в Сардиния.
Твърди се, че той е мъченик, но има малко доказателства за това и е по-вероятно той да е починал при недраматични обстоятелства по време на гоненията на император Максимин Трак. Той е погребан в папската крипта на гробището на св. Каликст в Рим и впоследствие провъзгласен за светец. За Антер, който е папа само за един месец и десет дни, се смята, че е от гръцки произход, но името може да показва, че той е освободен роб.